# Ub, Srbija
Ub (izvirno srbsko Уб) je mesto v Srbiji, ki je središče istoimenske občine; slednja pa je del Kolubarskega upravnega okraja.

## Demografija
V naselju, katerega izvirno (srbsko-cirilično) ime je Уб, živi 4685 polnoletnih prebivalcev, pri čemer je njihova povprečna starost 37,3 let (36,2 pri moških in 38,3 pri ženskah). Naselje ima 1993 gospodinjstev, pri čemer je povprečno število članov na gospodinjstvo 3,02.
To naselje je, glede na rezultate popisa iz leta 2002, večinoma srbsko, a v času zadnjih 3 popisov je opazen porast števila prebivalcev.
|  |

| Demografija | Demografija     | Demografija     |
| Leto        | Št. prebivalcev | Št. prebivalcev |
| ----------- | --------------- | --------------- |
|             |                 |                 |
|             |                 |                 |
|             |                 |                 |
|             |                 |                 |
| 1948        | 1770            |                 |
| 1953        | 2176            |                 |
| 1961        | 2592            |                 |
| 1971        | 3650            |                 |
| 1981        | 4819            |                 |
| 1991        | 5797            | 5511            |
| 2002        | 6278            | 6018            |
|             |                 |                 |

| Etnična sestava po popisu iz leta 2002 | Etnična sestava po popisu iz leta 2002 | Etnična sestava po popisu iz leta 2002 | Etnična sestava po popisu iz leta 2002 | Etnična sestava po popisu iz leta 2002 |
| -------------------------------------- | -------------------------------------- | -------------------------------------- | -------------------------------------- | -------------------------------------- |
| Srbi                                   | Srbi                                   |                                        | 5.919                                  | 98,35%                                 |
| Jugoslovani                            | Jugoslovani                            |                                        | 11                                     | 0,18%                                  |
| Romi                                   | Romi                                   |                                        | 9                                      | 0,14%                                  |
| Hrvati                                 | Hrvati                                 |                                        | 6                                      | 0,09%                                  |
| Čehi                                   | Čehi                                   |                                        | 4                                      | 0,06%                                  |
| Makedonci                              | Makedonci                              |                                        | 2                                      | 0,03%                                  |
| Črnogorci                              | Črnogorci                              |                                        | 1                                      | 0,01%                                  |
| Ukrajinci                              | Ukrajinci                              |                                        | 1                                      | 0,01%                                  |
| Slovenci                               | Slovenci                               |                                        | 1                                      | 0,01%                                  |
| Slovaki                                | Slovaki                                |                                        | 1                                      | 0,01%                                  |
| Rusi                                   | Rusi                                   |                                        | 1                                      | 0,01%                                  |
| Nemci                                  | Nemci                                  |                                        | 1                                      | 0,01%                                  |
| Muslimani                              | Muslimani                              |                                        | 1                                      | 0,01%                                  |
| Madžari                                | Madžari                                |                                        | 1                                      | 0,01%                                  |
| Bunjevci                               | Bunjevci                               |                                        | 1                                      | 0,01%                                  |
| Bolgari                                | Bolgari                                |                                        | 1                                      | 0,01%                                  |
| Neznano                                | Neznano                                |                                        | 41                                     | 0,68%                                  |